# Якуниха (Тотемский район)
Якуниха — деревня в Тотемском районе Вологодской области в месте впадения Лизны в Тиксну.
Входит в состав Погореловского сельского поселения, с точки зрения административно-территориального деления — в Погореловский сельсовет.
Расположена на правом берегу реки Тиксна. Расстояние по автодороге до районного центра Тотьмы — 68 км, до центра муниципального образования деревни Погорелово — 8 км. Ближайшие населённые пункты — Мальцево, Маслиха, Федоровская.
По переписи 2002 года население — 48 человек (22 мужчины, 26 женщин). Всё население — русские.